# Automeris violacea
Automeris violacea är en fjärilsart som beskrevs av Conte 1906. Automeris violacea ingår i släktet Automeris och familjen påfågelsspinnare. Inga underarter finns listade i Catalogue of Life.